# Aşağı İkizören, Araç
Aşağıikizören là một xã thuộc huyện Araç, tỉnh Kastamonu, Thổ Nhĩ Kỳ. Dân số thời điểm năm 2008 là 84 người.